# (74027) 1998 HG18
(74027) 1998 HG18 – planetoida z pasa głównego asteroid okrążająca Słońce w ciągu 3,75 lat w średniej odległości 2,41 j.a. Odkryta 18 kwietnia 1998 roku.